# Marques Batista de Abreu
Marques Batista de Abreu (Guarulhos, 1973. február 12. –) brazil válogatott labdarúgó.

## Nemzeti válogatott
A brazil válogatottban 13 mérkőzést játszott, melyeken 4 gólt szerzett.

## Statisztika
| brazil válogatott | brazil válogatott | brazil válogatott |
| Időszak           | Mérk.             | gól               |
| ----------------- | ----------------- | ----------------- |
| 1994              | 1                 | 0                 |
| 1995              | 1                 | 1                 |
| 1996              | 2                 | 2                 |
| 1997              | 0                 | 0                 |
| 1998              | 0                 | 0                 |
| 1999              | 0                 | 0                 |
| 2000              | 6                 | 1                 |
| 2001              | 0                 | 0                 |
| 2002              | 3                 | 0                 |
| Összesen          | 13                | 4                 |